# Annaphila mera
Annaphila mera là một loài bướm đêm trong họ Noctuidae.